# 로제이 스토나
로제이 스토나(영어: Rojé Stona, 1999년 2월 26일~)는 자메이카의 육상 선수로 주 종목은 원반던지기이다. 2024년 하계 올림픽 남자 원반던지기 금메달을 획득하여 자메이카 투척 경기 선수 중 최초로 올림픽 메달이자 금메달을 획득했다.